# Caminhos de Minha Infância
Caminhos de Minha Infância é o terceiro álbum de estúdio da dupla sertaneja brasileira Chitãozinho & Xororó, lançado em 1974 pela Copacabana.

## Faixas
| N.º | Título                             | Compositor(es)                    | Duração |  |
| 1.  | "Poema Sertanejo"                  | Geraldo Meirelles / Tony Damito   | 2:33    |  |
| 2.  | "Carrossel da Vida"                | Geraldo Meirelles / Goiá          | 2:31    |  |
| 3.  | "Esta Saudade"                     | Geraldo Meirelles / Marcelo Costa | 2:29    |  |
| 4.  | "Saudade de Goiás"                 | Goiá                              | 2:37    |  |
| 5.  | "Vivendo Ao Seu Redor"             | Marciano                          | 2:28    |  |
| 6.  | "Pequeno Estudante"                | Marati / Vilela                   | 2:13    |  |
| 7.  | "Caminhos de Minha Infância"       | Goiá                              | 2:42    |  |
| 8.  | "Não Querem o Nosso Amor"          | Marcelo Costa                     | 1:48    |  |
| 9.  | "Daria Tudo Pra Você Ficar Comigo" | Marciano                          | 2:12    |  |
| 10. | "Venha Me Dar Sua Mão"             | Marciano                          | 2:46    |  |
| 11. | "Baile do Adeus"                   | Goiá                              | 2:34    |  |
| 12. | "Palavras Amor e Fé"               | Geraldo Meirelles / Marciano      | 2:18    |  |